# Torneo Clausura 2024 de Tercera División de Costa Rica
El Torneo Clausura 2024 de Tercera División fue la tercera categoría del fútbol costarricense, organizada por LINAFA.
Para la competición del Torneo Clausura 2024, los equipos de: San Carlos F. C. cedió su franquicia a Piedades Sur, como también La Cañada F. C. su franquicia a Valley F. C., además de la A. D. Black V. C. a la franquicia de Deportivo Puriscal y el retiro de SoccerViza F. C.. El Puntarenas San Luis F. C. se retiró de la competición en la última jornada disputada.
El club F. C. Monarcas cedió su franquicia a Brumas F. C. a partir de la jornada cuatro.

## Sistema de competición
Se realizan 2 torneos, Apertura y Clausura (respectivamente). Los ganadores de cada torneo tendrán garantizada una Gran Final entre ellos para definir al nuevo participante de la próxima temporada en la Segunda División de Costa Rica. En caso de que el Campeón del Torneo de Clausura sea el mismo del Torneo de Apertura, no habrá gran final.
- Primera Fase:

En cada grupo de 6 equipos participantes, jugarán a 2 vueltas, completando 10 fechas cada equipo. Clasifican a la siguiente fase los 4 mejores equipos de cada grupo. 
- Segunda Fase: (Dieciseisavos de final)

Sistema de clasificación por eliminación directa ida y vuelta. Clasifican a la siguiente fase los 12 ganadores de las series y los 4 mejores perdedores.
- Tercera Fase: (Octavos de Final)

Sistema de clasificación por eliminación directa de juegos de ida y vuelta.
- Cuarta Fase: (Cuartos de Final)

Sistema de clasificación por eliminación directa de juegos de ida y vuelta.
- Quinta Fase: (Semifinales)

Sistema de clasificación por eliminación directa de juegos de ida y vuelta.
- Sexta Fase: (Final)

Serie de ida y vuelta en el que se define el campeón.

## Equipos participantes
En la temporada 2023-2024 participarán los siguientes equipos:
| Grupo   | Zona               | Equipos |
| ------- | ------------------ | --- |
| Grupo A | Pacífico Chorotega | - Puntarenas San Luis - Águila F. C. - Deportivo Upala F. C. - A. D. Santa Rosa - UCR Fútbol Club - MW-C. E. F.  |
| Grupo B | Occidente          | - Piedades Sur - A. D. Rosario - Valley F. C. - Unión Escazú - AF Lankester 1943 - C. D. Pavas                   |
| Grupo C | Metro Sur          | - Municipal Coto Brus - Municipal Osa - ASODEBA - Esterillos F. C. - Municipal Desamparados - San Migool - V. C. |
| Grupo D | Caribe             | - SoccerViza F. C. - Talentos del Caribe - ADF Siquirreña - Brumas F. C. - CCDR San Pablo - Deportivo Puriscal   |

## Tabla de posiciones

### Grupo A: Chorotega Pacífico
| Pos. | Equipo                | Pts. | PJ | G | E | P | GF | GC | Dif. | Clasificación    |
| ---- | --------------------- | ---- | -- | - | - | - | -- | -- | ---- | ---------------- |
| 1    | Deportivo Upala F. C. | 24   | 10 | 8 | 0 | 2 | 29 | 12 | +17  | Octavos de final |
| 2    | Águila F. C.          | 21   | 10 | 6 | 3 | 1 | 26 | 14 | +12  | Octavos de final |
| 3    | MW-C. E. F.           | 13   | 10 | 3 | 4 | 3 | 19 | 21 | −2   | Octavos de final |
| 4    | A. D. Santa Rosa      | 12   | 10 | 3 | 3 | 4 | 16 | 19 | −3   | Octavos de final |
| 5    | UCR Fútbol Club       | 7    | 10 | 1 | 4 | 5 | 12 | 25 | −13  |                  |
| 6    | Puntarenas San Luis   | 5    | 10 | 1 | 2 | 7 | 13 | 25 | −12  | Último lugar     |

 Fuente: LINAFA

### Grupo B: Occidente
| Pos. | Equipo            | Pts. | PJ | G | E | P | GF | GC | Dif. | Clasificación    |
| ---- | ----------------- | ---- | -- | - | - | - | -- | -- | ---- | ---------------- |
| 1    | A. D. Rosario     | 25   | 10 | 8 | 1 | 1 | 42 | 9  | +33  | Octavos de final |
| 2    | Valley F. C.      | 18   | 10 | 6 | 0 | 4 | 26 | 15 | +11  | Octavos de final |
| 3    | AF Lankester 1943 | 14   | 10 | 4 | 2 | 4 | 14 | 21 | −7   | Octavos de final |
| 4    | C. D. Pavas       | 13   | 10 | 3 | 4 | 3 | 17 | 14 | +3   | Octavos de final |
| 5    | Piedades Sur      | 10   | 10 | 3 | 1 | 6 | 13 | 19 | −6   |                  |
| 6    | Unión Escazú      | 5    | 10 | 1 | 2 | 7 | 3  | 37 | −34  | Último lugar     |

 Fuente: LINAFA

### Grupo C: Metro Sur
| Pos. | Equipo                 | Pts. | PJ | G | E | P | GF | GC | Dif. | Clasificación    |
| ---- | ---------------------- | ---- | -- | - | - | - | -- | -- | ---- | ---------------- |
| 1    | Municipal Desamparados | 21   | 10 | 6 | 3 | 1 | 20 | 12 | +8   | Octavos de final |
| 2    | Municipal Osa          | 18   | 10 | 5 | 3 | 2 | 23 | 19 | +4   | Octavos de final |
| 3    | Municipal Coto Brus    | 17   | 10 | 5 | 2 | 3 | 24 | 18 | +6   | Octavos de final |
| 4    | San Migool - V. C.     | 16   | 10 | 5 | 1 | 4 | 20 | 14 | +6   | Octavos de final |
| 5    | ASODEBA                | 9    | 10 | 2 | 3 | 5 | 19 | 23 | −4   |                  |
| 6    | Esterillos F. C.       | 2    | 10 | 0 | 2 | 8 | 14 | 34 | −20  | Último lugar     |

 Fuente: LINAFA

### Grupo D: Caribe
| Pos. | Equipo              | Pts. | PJ | G | E | P | GF | GC | Dif. | Clasificación    |
| ---- | ------------------- | ---- | -- | - | - | - | -- | -- | ---- | ---------------- |
| 1    | Talentos del Caribe | 15   | 8  | 4 | 3 | 1 | 18 | 10 | +8   | Octavos de final |
| 2    | CCDR San Pablo      | 11   | 8  | 3 | 2 | 3 | 19 | 14 | +5   | Octavos de final |
| 3    | Deportivo Puriscal  | 11   | 8  | 3 | 2 | 3 | 5  | 11 | −6   | Octavos de final |
| 4    | ADF Siquirreña      | 10   | 8  | 3 | 1 | 4 | 8  | 10 | −2   | Octavos de final |
| 5    | Brumas F. C.        | 9    | 8  | 3 | 0 | 5 | 9  | 14 | −5   |                  |
| 6    | SoccerViza F. C.    | 0    | 0  | 0 | 0 | 0 | 0  | 0  | 0    | Retirado         |

 Fuente: LINAFA

## Resultados

### Grupo A: Chorotega Pacífico
| Jornada 1           | Jornada 1 | Jornada 1             | Jornada 1    | Jornada 1  | Jornada 1 | Jornada 1 | Jornada 1 |
| Local               | Resultado | Visitante             | Estadio      | Fecha      |           |           |           |
| ------------------- | --------- | --------------------- | ------------ | ---------- | --------- | --------- | --------- |
| Puntarenas San Luis | 1-3       | Deportivo Upala F. C. | "Lito" Pérez | 7 de enero |           |           |           |
| A. D. Santa Rosa    | 0-0       | Águila F. C.          | Santa Rosa   | 7 de enero |           |           |           |
| UCR Fútbol Club     | 1-1       | MW-C. E. F.           | Ecológico    | 7 de enero |           |           |           |
| Total de goles: 6   |           |                       |              |            |           |           |           |

| Jornada 2             | Jornada 2 | Jornada 2           | Jornada 2        | Jornada 2   | Jornada 2 | Jornada 2 | Jornada 2 |
| Local                 | Resultado | Visitante           | Estadio          | Fecha       |           |           |           |
| --------------------- | --------- | ------------------- | ---------------- | ----------- | --------- | --------- | --------- |
| Deportivo Upala F. C. | 1-0       | UCR Fútbol Club     | Cartagena        | 14 de enero |           |           |           |
| Águila F. C.          | 4-1       | Puntarenas San Luis | Cacique Diría    | 14 de enero |           |           |           |
| MW-C. E. F.           | 1-2       | A. D. Santa Rosa    | Municipal Aserrí | 14 de enero |           |           |           |
| Total de goles: 9     |           |                     |                  |             |           |           |           |

| Jornada 3             | Jornada 3 | Jornada 3        | Jornada 3    | Jornada 3   | Jornada 3 | Jornada 3 | Jornada 3 |
| Local                 | Resultado | Visitante        | Estadio      | Fecha       |           |           |           |
| --------------------- | --------- | ---------------- | ------------ | ----------- | --------- | --------- | --------- |
| Puntarenas San Luis   | 2-2       | A. D. Santa Rosa | "Lito" Pérez | 21 de enero |           |           |           |
| UCR Fútbol Club       | 0-5       | Águila F. C.     | Ecológico    | 21 de enero |           |           |           |
| Deportivo Upala F. C. | 3-0       | MW-C. E. F.      | Cartagena    | 21 de enero |           |           |           |
| Total de goles: 12    |           |                  |              |             |           |           |           |

| Jornada 4         | Jornada 4 | Jornada 4             | Jornada 4         | Jornada 4   | Jornada 4 | Jornada 4 | Jornada 4 |
| Local             | Resultado | Visitante             | Estadio           | Fecha       |           |           |           |
| ----------------- | --------- | --------------------- | ----------------- | ----------- | --------- | --------- | --------- |
| A. D. Santa Rosa  | 1-3       | Deportivo Upala F. C. | Santa Rosa        | 28 de enero |           |           |           |
| UCR Fútbol Club   | 1-0       | Puntarenas San Luis   | Sintética         | 28 de enero |           |           |           |
| Águila F. C.      | 1-1       | MW-C. E. F.           | Edgardo Baltodano | 28 de enero |           |           |           |
| Total de goles: 7 |           |                       |                   |             |           |           |           |

| Jornada 5          | Jornada 5 | Jornada 5             | Jornada 5         | Jornada 5     | Jornada 5 | Jornada 5 | Jornada 5 |
| Local              | Resultado | Visitante             | Estadio           | Fecha         |           |           |           |
| ------------------ | --------- | --------------------- | ----------------- | ------------- | --------- | --------- | --------- |
| A. D. Santa Rosa   | 3-2       | UCR Fútbol Club       | Santa Rosa        | 11 de febrero |           |           |           |
| Águila F. C.       | 3-2       | Deportivo Upala F. C. | Edgardo Baltodano | 11 de febrero |           |           |           |
| MW-C. E. F.        | 4-2       | Puntarenas San Luis   | ST Center         | 11 de febrero |           |           |           |
| Total de goles: 16 |           |                       |                   |               |           |           |           |

| Jornada 6             | Jornada 6  | Jornada 6           | Jornada 6         | Jornada 6     | Jornada 6 | Jornada 6 | Jornada 6 |
| Local                 | Resultado  | Visitante           | Estadio           | Fecha         |           |           |           |
| --------------------- | ---------- | ------------------- | ----------------- | ------------- | --------- | --------- | --------- |
| Deportivo Upala F. C. | No se jugó | Puntarenas San Luis | Cartagena         | 18 de febrero |           |           |           |
| Águila F. C.          | 3-2        | A. D. Santa Rosa    | Edgardo Baltodano | 18 de febrero |           |           |           |
| MW-C. E. F.           | 3-3        | UCR Fútbol Club     | ST Center         | 18 de febrero |           |           |           |
| Total de goles: 14    |            |                     |                   |               |           |           |           |

| Jornada 7           | Jornada 7 | Jornada 7             | Jornada 7    | Jornada 7     | Jornada 7 | Jornada 7 | Jornada 7 |
| Local               | Resultado | Visitante             | Estadio      | Fecha         |           |           |           |
| ------------------- | --------- | --------------------- | ------------ | ------------- | --------- | --------- | --------- |
| UCR Fútbol Club     | 2-6       | Deportivo Upala F. C. | Sintética    | 25 de febrero |           |           |           |
| Puntarenas San Luis | 1-2       | Águila F. C.          | "Lito" Pérez | 25 de febrero |           |           |           |
| A. D. Santa Rosa    | 2-3       | MW-C. E. F.           | Santa Rosa   | 25 de febrero |           |           |           |
| Total de goles: 16  |           |                       |              |               |           |           |           |

| Jornada 8         | Jornada 8 | Jornada 8             | Jornada 8         | Jornada 8  | Jornada 8 | Jornada 8 | Jornada 8 |
| Local             | Resultado | Visitante             | Estadio           | Fecha      |           |           |           |
| ----------------- | --------- | --------------------- | ----------------- | ---------- | --------- | --------- | --------- |
| A. D. Santa Rosa  | 2-1       | Puntarenas San Luis   | Santa Rosa        | 3 de marzo |           |           |           |
| Águila F. C.      | 3-0       | UCR Fútbol Club       | Edgardo Baltodano | 3 de marzo |           |           |           |
| MW-C. E. F.       | 2-1       | Deportivo Upala F. C. | ST Center         | 3 de marzo |           |           |           |
| Total de goles: 9 |           |                       |                   |            |           |           |           |

| Jornada 9             | Jornada 9 | Jornada 9        | Jornada 9    | Jornada 9   | Jornada 9 | Jornada 9 | Jornada 9 |
| Local                 | Resultado | Visitante        | Estadio      | Fecha       |           |           |           |
| --------------------- | --------- | ---------------- | ------------ | ----------- | --------- | --------- | --------- |
| Deportivo Upala F. C. | 3-1       | A. D. Santa Rosa | Cartagena    | 10 de marzo |           |           |           |
| Puntarenas San Luis   | 2-2       | UCR Fútbol Club  | "Lito" Pérez | 10 de marzo |           |           |           |
| MW-C. E. F.           | 3-3       | Águila F. C.     | ST Center    | 10 de marzo |           |           |           |
| Total de goles: 14    |           |                  |              |             |           |           |           |

| Jornada 10            | Jornada 10 | Jornada 10       | Jornada 10   | Jornada 10  | Jornada 10 | Jornada 10 | Jornada 10 |
| Local                 | Resultado  | Visitante        | Estadio      | Fecha       |            |            |            |
| --------------------- | ---------- | ---------------- | ------------ | ----------- | ---------- | ---------- | ---------- |
| UCR Fútbol Club       | 1-1        | A. D. Santa Rosa | Ecológico    | 17 de marzo |            |            |            |
| Deportivo Upala F. C. | 4-2        | Águila F. C.     | Cartagena    | 17 de marzo |            |            |            |
| Puntarenas San Luis   | 3-1        | MW-C. E. F.      | "Lito" Pérez | 17 de marzo |            |            |            |
| Total de goles: 12    |            |                  |              |             |            |            |            |

### Grupo B: Occidente
| Jornada 1          | Jornada 1 | Jornada 1     | Jornada 1     | Jornada 1  | Jornada 1 | Jornada 1 | Jornada 1 |
| Local              | Resultado | Visitante     | Estadio       | Fecha      |           |           |           |
| ------------------ | --------- | ------------- | ------------- | ---------- | --------- | --------- | --------- |
| Piedades Sur       | 0-3       | Valley F. C.  | De Pital      | 7 de enero |           |           |           |
| Unión Escazú       | 1-9       | A. D. Rosario | Nicolás Masís | 7 de enero |           |           |           |
| AF Lankester 1943  | 2-2       | C. D. Pavas   | Dulce Nombre  | 7 de enero |           |           |           |
| Total de goles: 17 |           |               |               |            |           |           |           |

| Jornada 2          | Jornada 2 | Jornada 2         | Jornada 2         | Jornada 2   | Jornada 2 | Jornada 2 | Jornada 2 |
| Local              | Resultado | Visitante         | Estadio           | Fecha       |           |           |           |
| ------------------ | --------- | ----------------- | ----------------- | ----------- | --------- | --------- | --------- |
| Valley F. C.       | 6-1       | AF Lankester 1943 | Cibeles           | 14 de enero |           |           |           |
| A. D. Rosario      | 1-0       | Piedades Sur      | Eliécer Pérez     | 14 de enero |           |           |           |
| C. D. Pavas        | 3-0       | Unión Escazú      | Ernesto Rohrmoser | 14 de enero |           |           |           |
| Total de goles: 11 |           |                   |                   |             |           |           |           |

| Jornada 3          | Jornada 3 | Jornada 3     | Jornada 3    | Jornada 3   | Jornada 3 | Jornada 3 | Jornada 3 |
| Local              | Resultado | Visitante     | Estadio      | Fecha       |           |           |           |
| ------------------ | --------- | ------------- | ------------ | ----------- | --------- | --------- | --------- |
| Piedades Sur       | 2-0       | Unión Escazú  | De Pital     | 21 de enero |           |           |           |
| AF Lankester 1943  | 3-2       | A. D. Rosario | Dulce Nombre | 21 de enero |           |           |           |
| Valley F. C.       | 1-2       | C. D. Pavas   | Belén        | 21 de enero |           |           |           |
| Total de goles: 10 |           |               |              |             |           |           |           |

| Jornada 4         | Jornada 4 | Jornada 4    | Jornada 4     | Jornada 4   | Jornada 4 | Jornada 4 | Jornada 4 |
| Local             | Resultado | Visitante    | Estadio       | Fecha       |           |           |           |
| ----------------- | --------- | ------------ | ------------- | ----------- | --------- | --------- | --------- |
| Unión Escazú      | 0-1       | Valley F. C. | Nicolás Masís | 27 de enero |           |           |           |
| AF Lankester 1943 | 2-1       | Piedades Sur | Dulce Nombre  | 28 de enero |           |           |           |
| A. D. Rosario     | 1-1       | C. D. Pavas  | Eliécer Pérez | 28 de enero |           |           |           |
| Total de goles: 6 |           |              |               |             |           |           |           |

| Jornada 5          | Jornada 5 | Jornada 5         | Jornada 5         | Jornada 5     | Jornada 5 | Jornada 5 | Jornada 5 |
| Local              | Resultado | Visitante         | Estadio           | Fecha         |           |           |           |
| ------------------ | --------- | ----------------- | ----------------- | ------------- | --------- | --------- | --------- |
| Unión Escazú       | 0-2       | AF Lankester 1943 | Nicolás Masís     | 10 de febrero |           |           |           |
| A. D. Rosario      | 2-1       | Valley F. C.      | Eliécer Pérez     | 11 de febrero |           |           |           |
| C. D. Pavas        | 4-2       | Piedades Sur      | Ernesto Rohrmoser | 11 de febrero |           |           |           |
| Total de goles: 11 |           |                   |                   |               |           |           |           |

| Jornada 6          | Jornada 6 | Jornada 6         | Jornada 6         | Jornada 6     | Jornada 6 | Jornada 6 | Jornada 6 |
| Local              | Resultado | Visitante         | Estadio           | Fecha         |           |           |           |
| ------------------ | --------- | ----------------- | ----------------- | ------------- | --------- | --------- | --------- |
| C. D. Pavas        | 4-0       | AF Lankester 1943 | Ernesto Rohrmoser | 17 de febrero |           |           |           |
| Valley F. C.       | 2-3       | Piedades Sur      | Cibeles           | 18 de febrero |           |           |           |
| A. D. Rosario      | 12-0      | Unión Escazú      | Eliécer Pérez     | 18 de febrero |           |           |           |
| Total de goles: 21 |           |                   |                   |               |           |           |           |

| Jornada 7          | Jornada 7 | Jornada 7     | Jornada 7     | Jornada 7     | Jornada 7 | Jornada 7 | Jornada 7 |
| Local              | Resultado | Visitante     | Estadio       | Fecha         |           |           |           |
| ------------------ | --------- | ------------- | ------------- | ------------- | --------- | --------- | --------- |
| Unión Escazú       | 1-1       | C. D. Pavas   | Nicolás Masís | 24 de febrero |           |           |           |
| AF Lankester 1943  | 1-2       | Valley F. C.  | Dulce Nombre  | 25 de febrero |           |           |           |
| Piedades Sur       | 1-6       | A. D. Rosario | Nicolás Masís | 25 de febrero |           |           |           |
| Total de goles: 12 |           |               |               |               |           |           |           |

| Jornada 8          | Jornada 8 | Jornada 8         | Jornada 8         | Jornada 8  | Jornada 8 | Jornada 8 | Jornada 8 |
| Local              | Resultado | Visitante         | Estadio           | Fecha      |           |           |           |
| ------------------ | --------- | ----------------- | ----------------- | ---------- | --------- | --------- | --------- |
| Unión Escazú       | 1-0       | Piedades Sur      | Nicolás Masís     | 2 de marzo |           |           |           |
| A. D. Rosario      | 3-1       | AF Lankester 1943 | Eliécer Pérez     | 3 de marzo |           |           |           |
| C. D. Pavas        | 2-3       | Valley F. C.      | Ernesto Rohrmoser | 3 de marzo |           |           |           |
| Total de goles: 10 |           |                   |                   |            |           |           |           |

| Jornada 9          | Jornada 9 | Jornada 9         | Jornada 9         | Jornada 9   | Jornada 9 | Jornada 9 | Jornada 9 |
| Local              | Resultado | Visitante         | Estadio           | Fecha       |           |           |           |
| ------------------ | --------- | ----------------- | ----------------- | ----------- | --------- | --------- | --------- |
| Valley F. C.       | 7-0       | Unión Escazú      | "Yuba" Paniagua   | 10 de marzo |           |           |           |
| Piedades Sur       | 1-2       | AF Lankester 1943 | Municipal Naranjo | 10 de marzo |           |           |           |
| C. D. Pavas        | 1-2       | A. D. Rosario     | Ernesto Rohrmoser | 10 de marzo |           |           |           |
| Total de goles: 13 |           |                   |                   |             |           |           |           |

| Jornada 10        | Jornada 10 | Jornada 10    | Jornada 10        | Jornada 10  | Jornada 10 | Jornada 10 | Jornada 10 |
| Local             | Resultado  | Visitante     | Estadio           | Fecha       |            |            |            |
| ----------------- | ---------- | ------------- | ----------------- | ----------- | ---------- | ---------- | ---------- |
| AF Lankester 1943 | 0-0        | Unión Escazú  | Dulce Nombre      | 17 de marzo |            |            |            |
| Valley F. C.      | 0-4        | A. D. Rosario | "Yuba" Paniagua   | 17 de marzo |            |            |            |
| Piedades Sur      | 0-0        | C. D. Pavas   | Municipal Naranjo | 17 de marzo |            |            |            |
| Total de goles: 4 |            |               |                   |             |            |            |            |

### Grupo C: Metro Sur
| Jornada 1              | Jornada 1 | Jornada 1          | Jornada 1           | Jornada 1  | Jornada 1 | Jornada 1 | Jornada 1 |
| Local                  | Resultado | Visitante          | Estadio             | Fecha      |           |           |           |
| ---------------------- | --------- | ------------------ | ------------------- | ---------- | --------- | --------- | --------- |
| Municipal Coto Brus    | 2-0       | ASODEBA            | Hamilton Villalobos | 7 de enero |           |           |           |
| Esterillos F. C.       | 1-2       | Municipal Osa      | Roberto Gómez       | 7 de enero |           |           |           |
| Municipal Desamparados | 2-1       | San Migool - V. C. | "Cuty" Monge        | 7 de enero |           |           |           |
| Total de goles: 8      |           |                    |                     |            |           |           |           |

| Jornada 2          | Jornada 2 | Jornada 2              | Jornada 2          | Jornada 2   | Jornada 2 | Jornada 2 | Jornada 2 |
| Local              | Resultado | Visitante              | Estadio            | Fecha       |           |           |           |
| ------------------ | --------- | ---------------------- | ------------------ | ----------- | --------- | --------- | --------- |
| ASODEBA            | 0-0       | Municipal Desamparados | Liceo Pacífico Sur | 14 de enero |           |           |           |
| Municipal Osa      | 3-2       | Municipal Coto Brus    | Ciudad Cortés      | 14 de enero |           |           |           |
| San Migool - V. C. | 5-1       | Esterillos F. C.       | ST Center          | 14 de enero |           |           |           |
| Total de goles: 11 |           |                        |                    |             |           |           |           |

| Jornada 3              | Jornada 3 | Jornada 3          | Jornada 3           | Jornada 3   | Jornada 3 | Jornada 3 | Jornada 3 |
| Local                  | Resultado | Visitante          | Estadio             | Fecha       |           |           |           |
| ---------------------- | --------- | ------------------ | ------------------- | ----------- | --------- | --------- | --------- |
| Municipal Coto Brus    | 4-0       | Esterillos F. C.   | Hamilton Villalobos | 21 de enero |           |           |           |
| Municipal Desamparados | 3-1       | Municipal Osa      | "Cuty" Monge        | 21 de enero |           |           |           |
| ASODEBA                | 0-2       | San Migool - V. C. | Ciudad Cortés       | 21 de enero |           |           |           |
| Total de goles: 10     |           |                    |                     |             |           |           |           |

| Jornada 4              | Jornada 4 | Jornada 4           | Jornada 4          | Jornada 4   | Jornada 4 | Jornada 4 | Jornada 4 |
| Local                  | Resultado | Visitante           | Estadio            | Fecha       |           |           |           |
| ---------------------- | --------- | ------------------- | ------------------ | ----------- | --------- | --------- | --------- |
| Esterillos F. C.       | 3-3       | ASODEBA             | Municipal Parrita  | 28 de enero |           |           |           |
| Municipal Desamparados | 0-1       | Municipal Coto Brus | "Cuty" Monge       | 28 de enero |           |           |           |
| Municipal Osa          | 2-1       | San Migool - V. C.  | Liceo Pacífico Sur | 28 de enero |           |           |           |
| Total de goles: 10     |           |                     |                    |             |           |           |           |

| Jornada 5          | Jornada 5 | Jornada 5              | Jornada 5         | Jornada 5     | Jornada 5 | Jornada 5 | Jornada 5 |
| Local              | Resultado | Visitante              | Estadio           | Fecha         |           |           |           |
| ------------------ | --------- | ---------------------- | ----------------- | ------------- | --------- | --------- | --------- |
| Esterillos F. C.   | 3-3       | Municipal Desamparados | Municipal Parrita | 11 de febrero |           |           |           |
| Municipal Osa      | 1-3       | ASODEBA                | Ciudad Cortés     | 11 de febrero |           |           |           |
| San Migool - V. C. | 2-0       | Municipal Coto Brus    | ST Center         | 11 de febrero |           |           |           |
| Total de goles: 12 |           |                        |                   |               |           |           |           |

| Jornada 6          | Jornada 6 | Jornada 6              | Jornada 6          | Jornada 6     | Jornada 6 | Jornada 6 | Jornada 6 |
| Local              | Resultado | Visitante              | Estadio            | Fecha         |           |           |           |
| ------------------ | --------- | ---------------------- | ------------------ | ------------- | --------- | --------- | --------- |
| ASODEBA            | 3-3       | Municipal Coto Brus    | Liceo Pacífico Sur | 18 de febrero |           |           |           |
| Municipal Osa      | 2-0       | Esterillos F. C.       | Ciudad Cortés      | 18 de febrero |           |           |           |
| San Migool - V. C. | 0-1       | Municipal Desamparados | ST Center          | 18 de febrero |           |           |           |
| Total de goles: 9  |           |                        |                    |               |           |           |           |

| Jornada 7              | Jornada 7 | Jornada 7          | Jornada 7           | Jornada 7     | Jornada 7 | Jornada 7 | Jornada 7 |
| Local                  | Resultado | Visitante          | Estadio             | Fecha         |           |           |           |
| ---------------------- | --------- | ------------------ | ------------------- | ------------- | --------- | --------- | --------- |
| Municipal Desamparados | 3-2       | ASODEBA            | "Cuty" Monge        | 25 de febrero |           |           |           |
| Municipal Coto Brus    | 3-3       | Municipal Osa      | Hamilton Villalobos | 25 de febrero |           |           |           |
| Esterillos F. C.       | 1-2       | San Migool - V. C. | Municipal Parrita   | 25 de febrero |           |           |           |
| Total de goles: 14     |           |                    |                     |               |           |           |           |

| Jornada 8          | Jornada 8 | Jornada 8              | Jornada 8         | Jornada 8  | Jornada 8 | Jornada 8 | Jornada 8 |
| Local              | Resultado | Visitante              | Estadio           | Fecha      |           |           |           |
| ------------------ | --------- | ---------------------- | ----------------- | ---------- | --------- | --------- | --------- |
| Esterillos F. C.   | 2-4       | Municipal Coto Brus    | Municipal Parrita | 3 de marzo |           |           |           |
| Municipal Osa      | 1-1       | Municipal Desamparados | Ciudad Cortés     | 3 de marzo |           |           |           |
| San Migool - V. C. | 3-1       | ASODEBA                | ST Center         | 3 de marzo |           |           |           |
| Total de goles: 12 |           |                        |                   |            |           |           |           |

| Jornada 9           | Jornada 9 | Jornada 9              | Jornada 9           | Jornada 9   | Jornada 9 | Jornada 9 | Jornada 9 |
| Local               | Resultado | Visitante              | Estadio             | Fecha       |           |           |           |
| ------------------- | --------- | ---------------------- | ------------------- | ----------- | --------- | --------- | --------- |
| ASODEBA             | 4-1       | Esterillos F. C.       | Liceo Pacífico Sur  | 10 de marzo |           |           |           |
| Municipal Coto Brus | 1-2       | Municipal Desamparados | Hamilton Villalobos | 10 de marzo |           |           |           |
| San Migool - V. C.  | 2-2       | Municipal Osa          | ST Center           | 10 de marzo |           |           |           |
| Total de goles: 12  |           |                        |                     |             |           |           |           |

| Jornada 10             | Jornada 10 | Jornada 10         | Jornada 10          | Jornada 10  | Jornada 10 | Jornada 10 | Jornada 10 |
| Local                  | Resultado  | Visitante          | Estadio             | Fecha       |            |            |            |
| ---------------------- | ---------- | ------------------ | ------------------- | ----------- | ---------- | ---------- | ---------- |
| Municipal Desamparados | 5-2        | Esterillos F. C.   | "Cuty" Monge        | 17 de marzo |            |            |            |
| ASODEBA                | 3-6        | Municipal Osa      | Liceo Pacífico Sur  | 17 de marzo |            |            |            |
| Municipal Coto Brus    | 4-2        | San Migool - V. C. | Hamilton Villalobos | 17 de marzo |            |            |            |
| Total de goles: 22     |            |                    |                     |             |            |            |            |

### Grupo D: Caribe
| Jornada 1         | Jornada 1      | Jornada 1           | Jornada 1       | Jornada 1  | Jornada 1 | Jornada 1 | Jornada 1 |
| Local             | Resultado      | Visitante           | Estadio         | Fecha      |           |           |           |
| ----------------- | -------------- | ------------------- | --------------- | ---------- | --------- | --------- | --------- |
| SoccerViza F. C.  | No se programó | ADF Siquirreña      |                 |            |           |           |           |
| F. C. Monarcas    | 2-1            | Talentos del Caribe | Platanillos     | 7 de enero |           |           |           |
| CCDR San Pablo    | 4-0            | Deportivo Puriscal  | "Yuba" Paniagua | 7 de enero |           |           |           |
| Total de goles: 7 |                |                     |                 |            |           |           |           |

| Jornada 2           | Jornada 2      | Jornada 2        | Jornada 2     | Jornada 2   | Jornada 2 | Jornada 2 | Jornada 2 |
| Local               | Resultado      | Visitante        | Estadio       | Fecha       |           |           |           |
| ------------------- | -------------- | ---------------- | ------------- | ----------- | --------- | --------- | --------- |
| ADF Siquirreña      | 1-2            | CCDR San Pablo   | Siquirres     | 14 de enero |           |           |           |
| Deportivo Puriscal  | 0-3            | F. C. Monarcas   | Nicolás Masís | 14 de enero |           |           |           |
| Talentos del Caribe | No se programó | SoccerViza F. C. |               |             |           |           |           |
| Total de goles: 6   |                |                  |               |             |           |           |           |

| Jornada 3         | Jornada 3      | Jornada 3           | Jornada 3       | Jornada 3   | Jornada 3 | Jornada 3 | Jornada 3 |
| Local             | Resultado      | Visitante           | Estadio         | Fecha       |           |           |           |
| ----------------- | -------------- | ------------------- | --------------- | ----------- | --------- | --------- | --------- |
| CCDR San Pablo    | 4-4            | Talentos del Caribe | "Yuba" Paniagua | 21 de enero |           |           |           |
| ADF Siquirreña    | 0-1            | Deportivo Puriscal  | Siquirres       | 21 de enero |           |           |           |
| SoccerViza F. C.  | No se programó | F. C. Monarcas      |                 |             |           |           |           |
| Total de goles: 5 |                |                     |                 |             |           |           |           |

| Jornada 4           | Jornada 4      | Jornada 4          | Jornada 4            | Jornada 4   | Jornada 4 | Jornada 4 | Jornada 4 |
| Local               | Resultado      | Visitante          | Estadio              | Fecha       |           |           |           |
| ------------------- | -------------- | ------------------ | -------------------- | ----------- | --------- | --------- | --------- |
| CCDR San Pablo      | No se programó | SoccerViza F. C.   |                      |             |           |           |           |
| Brumas F. C.        | 1-2            | ADF Siquirreña     | Rafael Ángel Camacho | 28 de enero |           |           |           |
| Talentos del Caribe | 2-0            | Deportivo Puriscal | Puerto Viejo         | 28 de enero |           |           |           |
| Total de goles: 5   |                |                    |                      |             |           |           |           |

| Jornada 5           | Jornada 5      | Jornada 5        | Jornada 5            | Jornada 5     | Jornada 5 | Jornada 5 | Jornada 5 |
| Local               | Resultado      | Visitante        | Estadio              | Fecha         |           |           |           |
| ------------------- | -------------- | ---------------- | -------------------- | ------------- | --------- | --------- | --------- |
| Brumas F. C.        | 2-1            | CCDR San Pablo   | Rafael Ángel Camacho | 11 de febrero |           |           |           |
| Talentos del Caribe | 2-0            | ADF Siquirreña   | Puerto Viejo         | 11 de febrero |           |           |           |
| Deportivo Puriscal  | No se programó | SoccerViza F. C. |                      |               |           |           |           |
| Total de goles: 5   |                |                  |                      |               |           |           |           |

| Jornada 6           | Jornada 6      | Jornada 6        | Jornada 6    | Jornada 6     | Jornada 6 | Jornada 6 | Jornada 6 |
| Local               | Resultado      | Visitante        | Estadio      | Fecha         |           |           |           |
| ------------------- | -------------- | ---------------- | ------------ | ------------- | --------- | --------- | --------- |
| ADF Siquirreña      | No se programó | SoccerViza F. C. |              |               |           |           |           |
| Talentos del Caribe | 3-0            | Brumas F. C.     | Puerto Viejo | 18 de febrero |           |           |           |
| Deportivo Puriscal  | SUSP           | CCDR San Pablo   | ST Center    | 18 de febrero |           |           |           |
| Total de goles: 3   |                |                  |              |               |           |           |           |

| Jornada 7         | Jornada 7      | Jornada 7           | Jornada 7            | Jornada 7     | Jornada 7 | Jornada 7 | Jornada 7 |
| Local             | Resultado      | Visitante           | Estadio              | Fecha         |           |           |           |
| ----------------- | -------------- | ------------------- | -------------------- | ------------- | --------- | --------- | --------- |
| CCDR San Pablo    | 2-3            | ADF Siquirreña      | "Yuba" Paniagua      | 25 de febrero |           |           |           |
| Brumas F. C.      | 1-2            | Deportivo Puriscal  | Rafael Ángel Camacho | 25 de febrero |           |           |           |
| SoccerViza F. C.  | No se programó | Talentos del Caribe |                      |               |           |           |           |
| Total de goles: 8 |                |                     |                      |               |           |           |           |

| Jornada 8           | Jornada 8      | Jornada 8        | Jornada 8    | Jornada 8  | Jornada 8 | Jornada 8 | Jornada 8 |
| Local               | Resultado      | Visitante        | Estadio      | Fecha      |           |           |           |
| ------------------- | -------------- | ---------------- | ------------ | ---------- | --------- | --------- | --------- |
| Brumas F. C.        | No se programó | SoccerViza F. C. |              |            |           |           |           |
| Talentos del Caribe | 3-2            | CCDR San Pablo   | Puerto Viejo | 3 de marzo |           |           |           |
| Deportivo Puriscal  | 1-0            | ADF Siquirreña   | ST Center    | 3 de marzo |           |           |           |
| Total de goles: 6   |                |                  |              |            |           |           |           |

| Jornada 9          | Jornada 9      | Jornada 9           | Jornada 9         | Jornada 9   | Jornada 9 | Jornada 9 | Jornada 9 |
| Local              | Resultado      | Visitante           | Estadio           | Fecha       |           |           |           |
| ------------------ | -------------- | ------------------- | ----------------- | ----------- | --------- | --------- | --------- |
| ADF Siquirreña     | 1-0            | Brumas F. C.        | Siquirres         | 10 de marzo |           |           |           |
| Deportivo Puriscal | 0-0            | Talentos del Caribe | "Colleya" Fonseca | 10 de marzo |           |           |           |
| SoccerViza F. C.   | No se programó | CCDR San Pablo      |                   |             |           |           |           |
| Total de goles: 1  |                |                     |                   |             |           |           |           |

| Jornada 10        | Jornada 10     | Jornada 10          | Jornada 10      | Jornada 10  | Jornada 10 | Jornada 10 | Jornada 10 |
| Local             | Resultado      | Visitante           | Estadio         | Fecha       |            |            |            |
| ----------------- | -------------- | ------------------- | --------------- | ----------- | ---------- | ---------- | ---------- |
| CCDR San Pablo    | 3-0            | Brumas F. C.        | "Yuba" Paniagua | 17 de marzo |            |            |            |
| ADF Siquirreña    | 2-2            | Talentos del Caribe | Siquirres       | 17 de marzo |            |            |            |
| SoccerViza F. C.  | No se programó | Deportivo Puriscal  |                 |             |            |            |            |
| Total de goles: 7 |                |                     |                 |             |            |            |            |

## Fase final

### Cuadro de desarrollo
|  | Octavos de final 23 y 24 de marzo (ida) 7 de abril (vuelta) | Octavos de final 23 y 24 de marzo (ida) 7 de abril (vuelta) | Octavos de final 23 y 24 de marzo (ida) 7 de abril (vuelta) | Octavos de final 23 y 24 de marzo (ida) 7 de abril (vuelta) |   |                       | Cuartos de final 14 de abril (ida) 21 de abril (vuelta) | Cuartos de final 14 de abril (ida) 21 de abril (vuelta) | Cuartos de final 14 de abril (ida) 21 de abril (vuelta) | Cuartos de final 14 de abril (ida) 21 de abril (vuelta) |  |                       | Semifinales 28 de abril (ida) 5 de mayo (vuelta) | Semifinales 28 de abril (ida) 5 de mayo (vuelta) | Semifinales 28 de abril (ida) 5 de mayo (vuelta) | Semifinales 28 de abril (ida) 5 de mayo (vuelta) |  |                       | Final 12 de mayo (ida) 19 de mayo (vuelta) | Final 12 de mayo (ida) 19 de mayo (vuelta) | Final 12 de mayo (ida) 19 de mayo (vuelta) | Final 12 de mayo (ida) 19 de mayo (vuelta) |  |                       | Gran Final 26 de mayo (ida) 9 de junio (vuelta) | Gran Final 26 de mayo (ida) 9 de junio (vuelta) | Gran Final 26 de mayo (ida) 9 de junio (vuelta) | Gran Final 26 de mayo (ida) 9 de junio (vuelta) |  |
|  |                                                             |                                                             |                                                             |                                                             |   |                       |                                                         |                                                         |                                                         |                                                         |  |                       |                                                  |                                                  |                                                  |                                                  |  |                       |                                            |                                            |                                            |                                            |  |                       |                                                 |                                                 |                                                 |                                                 |  |
|  |                                                             |                                                             |                                                             |                                                             |   |                       |                                                         |                                                         |                                                         |                                                         |  |                       |                                                  |                                                  |                                                  |                                                  |  |                       |                                            |                                            |                                            |                                            |  |                       |                                                 |                                                 |                                                 |                                                 |  |
|  | Deportivo Upala F. C.                                       | 0                                                           | 3                                                           | 3                                                           |   |                       |                                                         |                                                         |                                                         |                                                         |  |                       |                                                  |                                                  |                                                  |                                                  |  |                       |                                            |                                            |                                            |                                            |  |                       |                                                 |                                                 |                                                 |                                                 |  |
|  | Deportivo Upala F. C.                                       | 0                                                           | 3                                                           | 3                                                           |   |                       |                                                         |                                                         |                                                         |                                                         |  |                       |                                                  |                                                  |                                                  |                                                  |  |                       |                                            |                                            |                                            |                                            |  |                       |                                                 |                                                 |                                                 |                                                 |  |
|  | C. D. Pavas                                                 | 0                                                           | 1                                                           | 1                                                           |   |                       |                                                         |                                                         |                                                         |                                                         |  |                       |                                                  |                                                  |                                                  |                                                  |  |                       |                                            |                                            |                                            |                                            |  |                       |                                                 |                                                 |                                                 |                                                 |  |
|  | C. D. Pavas                                                 | 0                                                           | 1                                                           | 1                                                           |   | Deportivo Upala F. C. | 1                                                       | 5                                                       | 6                                                       |                                                         |  |                       |                                                  |                                                  |                                                  |                                                  |  |                       |                                            |                                            |                                            |                                            |  |                       |                                                 |                                                 |                                                 |                                                 |  |
|  |                                                             |                                                             |                                                             |                                                             |   | Deportivo Upala F. C. | 1                                                       | 5                                                       | 6                                                       |                                                         |  |                       |                                                  |                                                  |                                                  |                                                  |  |                       |                                            |                                            |                                            |                                            |  |                       |                                                 |                                                 |                                                 |                                                 |  |
|  |                                                             |                                                             | Municipal Coto Brus                                         | 2                                                           | 1 | 3                     |                                                         |                                                         |                                                         |                                                         |  |                       |                                                  |                                                  |                                                  |                                                  |  |                       |                                            |                                            |                                            |                                            |  |                       |                                                 |                                                 |                                                 |                                                 |  |
|  | CCDR San Pablo                                              | 3                                                           | Municipal Coto Brus                                         | 2                                                           | 1 | 3                     | 0                                                       | 3                                                       |                                                         |                                                         |  |                       |                                                  |                                                  |                                                  |                                                  |  |                       |                                            |                                            |                                            |                                            |  |                       |                                                 |                                                 |                                                 |                                                 |  |
|  | CCDR San Pablo                                              | 3                                                           |                                                             |                                                             |   |                       |                                                         |                                                         |                                                         |                                                         |  |                       |                                                  |                                                  |                                                  |                                                  |  |                       |                                            |                                            |                                            |                                            |  |                       |                                                 |                                                 |                                                 |                                                 |  |
|  | Municipal Coto Brus                                         | 1                                                           | 3                                                           | 4                                                           |   |                       |                                                         |                                                         |                                                         |                                                         |  |                       |                                                  |                                                  |                                                  |                                                  |  |                       |                                            |                                            |                                            |                                            |  |                       |                                                 |                                                 |                                                 |                                                 |  |
|  | Municipal Coto Brus                                         | 1                                                           | 3                                                           | 4                                                           |   |                       |                                                         |                                                         |                                                         |                                                         |  | Deportivo Upala F. C. | 3                                                | 7                                                | 10                                               |                                                  |  |                       |                                            |                                            |                                            |                                            |  |                       |                                                 |                                                 |                                                 |                                                 |  |
|  |                                                             |                                                             |                                                             |                                                             |   |                       |                                                         |                                                         |                                                         |                                                         |  | Deportivo Upala F. C. | 3                                                | 7                                                | 10                                               |                                                  |  |                       |                                            |                                            |                                            |                                            |  |                       |                                                 |                                                 |                                                 |                                                 |  |
|  |                                                             |                                                             | Municipal Desamparados                                      | 0                                                           | 2 | 2                     |                                                         |                                                         |                                                         |                                                         |  |                       |                                                  |                                                  |                                                  |                                                  |  |                       |                                            |                                            |                                            |                                            |  |                       |                                                 |                                                 |                                                 |                                                 |  |
|  | Valley F. C.                                                | 1                                                           | Municipal Desamparados                                      | 0                                                           | 2 | 2                     | ?                                                       | 1                                                       |                                                         |                                                         |  |                       |                                                  |                                                  |                                                  |                                                  |  |                       |                                            |                                            |                                            |                                            |  |                       |                                                 |                                                 |                                                 |                                                 |  |
|  | Valley F. C.                                                | 1                                                           |                                                             |                                                             |   |                       |                                                         |                                                         |                                                         |                                                         |  |                       |                                                  |                                                  |                                                  |                                                  |  |                       |                                            |                                            |                                            |                                            |  |                       |                                                 |                                                 |                                                 |                                                 |  |
|  | MW-C. E. F.                                                 | 6                                                           | ?                                                           | 6                                                           |   |                       |                                                         |                                                         |                                                         |                                                         |  |                       |                                                  |                                                  |                                                  |                                                  |  |                       |                                            |                                            |                                            |                                            |  |                       |                                                 |                                                 |                                                 |                                                 |  |
|  | MW-C. E. F.                                                 | 6                                                           | ?                                                           | 6                                                           |   | MW-C. E. F.           | 1                                                       | 0                                                       | 1                                                       |                                                         |  |                       |                                                  |                                                  |                                                  |                                                  |  |                       |                                            |                                            |                                            |                                            |  |                       |                                                 |                                                 |                                                 |                                                 |  |
|  |                                                             |                                                             |                                                             |                                                             |   | MW-C. E. F.           | 1                                                       | 0                                                       | 1                                                       |                                                         |  |                       |                                                  |                                                  |                                                  |                                                  |  |                       |                                            |                                            |                                            |                                            |  |                       |                                                 |                                                 |                                                 |                                                 |  |
|  |                                                             |                                                             | Municipal Desamparados                                      | 0                                                           | 6 | 6                     |                                                         |                                                         |                                                         |                                                         |  |                       |                                                  |                                                  |                                                  |                                                  |  |                       |                                            |                                            |                                            |                                            |  |                       |                                                 |                                                 |                                                 |                                                 |  |
|  | Municipal Desamparados                                      | 3                                                           | Municipal Desamparados                                      | 0                                                           | 6 | 6                     | 2                                                       | 5                                                       |                                                         |                                                         |  |                       |                                                  |                                                  |                                                  |                                                  |  |                       |                                            |                                            |                                            |                                            |  |                       |                                                 |                                                 |                                                 |                                                 |  |
|  | Municipal Desamparados                                      | 3                                                           |                                                             |                                                             |   |                       |                                                         |                                                         |                                                         |                                                         |  |                       |                                                  |                                                  |                                                  |                                                  |  |                       |                                            |                                            |                                            |                                            |  |                       |                                                 |                                                 |                                                 |                                                 |  |
|  | ADF Siquirreña                                              | 2                                                           | 2                                                           | 4                                                           |   |                       |                                                         |                                                         |                                                         |                                                         |  |                       |                                                  |                                                  |                                                  |                                                  |  |                       |                                            |                                            |                                            |                                            |  |                       |                                                 |                                                 |                                                 |                                                 |  |
|  | ADF Siquirreña                                              | 2                                                           | 2                                                           | 4                                                           |   |                       |                                                         |                                                         |                                                         |                                                         |  |                       |                                                  |                                                  |                                                  |                                                  |  | Deportivo Upala F. C. | 1                                          | 2                                          | 3                                          |                                            |  |                       |                                                 |                                                 |                                                 |                                                 |  |
|  |                                                             |                                                             |                                                             |                                                             |   |                       |                                                         |                                                         |                                                         |                                                         |  |                       |                                                  |                                                  |                                                  |                                                  |  | Deportivo Upala F. C. | 1                                          | 2                                          | 3                                          |                                            |  |                       |                                                 |                                                 |                                                 |                                                 |  |
|  |                                                             |                                                             | A. D. Rosario                                               | 0                                                           | 2 | 2                     |                                                         |                                                         |                                                         |                                                         |  |                       |                                                  |                                                  |                                                  |                                                  |  |                       |                                            |                                            |                                            |                                            |  |                       |                                                 |                                                 |                                                 |                                                 |  |
|  | A. D. Rosario                                               | 3                                                           | A. D. Rosario                                               | 0                                                           | 2 | 2                     | 2                                                       | 5                                                       |                                                         |                                                         |  |                       |                                                  |                                                  |                                                  |                                                  |  |                       |                                            |                                            |                                            |                                            |  |                       |                                                 |                                                 |                                                 |                                                 |  |
|  | A. D. Rosario                                               | 3                                                           |                                                             |                                                             |   |                       |                                                         |                                                         |                                                         |                                                         |  |                       |                                                  |                                                  |                                                  |                                                  |  |                       |                                            |                                            |                                            |                                            |  |                       |                                                 |                                                 |                                                 |                                                 |  |
|  | A. D. Santa Rosa                                            | 1                                                           | 2                                                           | 3                                                           |   |                       |                                                         |                                                         |                                                         |                                                         |  |                       |                                                  |                                                  |                                                  |                                                  |  |                       |                                            |                                            |                                            |                                            |  |                       |                                                 |                                                 |                                                 |                                                 |  |
|  | A. D. Santa Rosa                                            | 1                                                           | 2                                                           | 3                                                           |   | A. D. Rosario         | 4                                                       | 6                                                       | 10                                                      |                                                         |  |                       |                                                  |                                                  |                                                  |                                                  |  |                       |                                            |                                            |                                            |                                            |  |                       |                                                 |                                                 |                                                 |                                                 |  |
|  |                                                             |                                                             |                                                             |                                                             |   | A. D. Rosario         | 4                                                       | 6                                                       | 10                                                      |                                                         |  |                       |                                                  |                                                  |                                                  |                                                  |  |                       |                                            |                                            |                                            |                                            |  |                       |                                                 |                                                 |                                                 |                                                 |  |
|  |                                                             |                                                             | Deportivo Puriscal                                          | 0                                                           | 0 | 0                     |                                                         |                                                         |                                                         |                                                         |  |                       |                                                  |                                                  |                                                  |                                                  |  |                       |                                            |                                            |                                            |                                            |  |                       |                                                 |                                                 |                                                 |                                                 |  |
|  | Municipal Osa                                               | 2                                                           | Deportivo Puriscal                                          | 0                                                           | 0 | 0                     | 0                                                       | 2                                                       |                                                         |                                                         |  |                       |                                                  |                                                  |                                                  |                                                  |  |                       |                                            |                                            |                                            |                                            |  |                       |                                                 |                                                 |                                                 |                                                 |  |
|  | Municipal Osa                                               | 2                                                           |                                                             |                                                             |   |                       |                                                         |                                                         |                                                         |                                                         |  |                       |                                                  |                                                  |                                                  |                                                  |  |                       |                                            |                                            |                                            |                                            |  |                       |                                                 |                                                 |                                                 |                                                 |  |
|  | Deportivo Puriscal                                          | 1                                                           | 2                                                           | 3                                                           |   |                       |                                                         |                                                         |                                                         |                                                         |  |                       |                                                  |                                                  |                                                  |                                                  |  |                       |                                            |                                            |                                            |                                            |  |                       |                                                 |                                                 |                                                 |                                                 |  |
|  | Deportivo Puriscal                                          | 1                                                           | 2                                                           | 3                                                           |   |                       |                                                         |                                                         |                                                         |                                                         |  | A. D. Rosario         | 1                                                | 2                                                | 3                                                |                                                  |  |                       |                                            |                                            |                                            |                                            |  |                       |                                                 |                                                 |                                                 |                                                 |  |
|  |                                                             |                                                             |                                                             |                                                             |   |                       |                                                         |                                                         |                                                         |                                                         |  | A. D. Rosario         | 1                                                | 2                                                | 3                                                |                                                  |  |                       |                                            |                                            |                                            |                                            |  |                       |                                                 |                                                 |                                                 |                                                 |  |
|  |                                                             |                                                             | Águila F. C.                                                | 0                                                           | 2 | 2                     |                                                         |                                                         |                                                         |                                                         |  |                       |                                                  |                                                  |                                                  |                                                  |  |                       |                                            |                                            |                                            |                                            |  |                       |                                                 |                                                 |                                                 |                                                 |  |
|  | Águila F. C.                                                | 2                                                           | Águila F. C.                                                | 0                                                           | 2 | 2                     | 7                                                       | 9                                                       |                                                         |                                                         |  |                       |                                                  |                                                  |                                                  |                                                  |  |                       |                                            |                                            |                                            |                                            |  |                       |                                                 |                                                 |                                                 |                                                 |  |
|  | Águila F. C.                                                | 2                                                           |                                                             |                                                             |   |                       |                                                         |                                                         |                                                         |                                                         |  |                       |                                                  |                                                  |                                                  |                                                  |  |                       |                                            |                                            |                                            |                                            |  |                       |                                                 |                                                 |                                                 |                                                 |  |
|  | AF Lankester 1943                                           | 2                                                           | 1                                                           | 3                                                           |   |                       |                                                         |                                                         |                                                         |                                                         |  |                       |                                                  |                                                  |                                                  |                                                  |  |                       |                                            |                                            |                                            |                                            |  |                       |                                                 |                                                 |                                                 |                                                 |  |
|  | AF Lankester 1943                                           | 2                                                           | 1                                                           | 3                                                           |   | Águila F. C.          | 0                                                       | 2                                                       | 2 (4)                                                   |                                                         |  |                       |                                                  |                                                  |                                                  |                                                  |  |                       |                                            |                                            |                                            |                                            |  |                       |                                                 |                                                 |                                                 |                                                 |  |
|  |                                                             |                                                             |                                                             |                                                             |   | Águila F. C.          | 0                                                       | 2                                                       | 2 (4)                                                   |                                                         |  |                       |                                                  |                                                  |                                                  |                                                  |  |                       |                                            |                                            |                                            |                                            |  |                       |                                                 |                                                 |                                                 |                                                 |  |
|  |                                                             |                                                             | Talentos del Caribe                                         | 1                                                           | 1 | 2 (2)                 |                                                         |                                                         |                                                         |                                                         |  |                       |                                                  |                                                  |                                                  |                                                  |  |                       |                                            |                                            |                                            |                                            |  |                       |                                                 |                                                 |                                                 |                                                 |  |
|  | Talentos del Caribe                                         | 1                                                           | Talentos del Caribe                                         | 1                                                           | 1 | 2 (2)                 | 2                                                       | 3 (7)                                                   |                                                         |                                                         |  |                       |                                                  |                                                  |                                                  |                                                  |  |                       |                                            |                                            |                                            |                                            |  |                       |                                                 |                                                 |                                                 |                                                 |  |
|  | Talentos del Caribe                                         | 1                                                           |                                                             |                                                             |   |                       |                                                         |                                                         |                                                         |                                                         |  |                       |                                                  |                                                  |                                                  |                                                  |  |                       |                                            |                                            |                                            |                                            |  |                       |                                                 |                                                 |                                                 |                                                 |  |
|  | San Migool - V. C.                                          | 1                                                           | 2                                                           | 3 (6)                                                       |   |                       |                                                         |                                                         |                                                         |                                                         |  |                       |                                                  |                                                  |                                                  |                                                  |  |                       |                                            |                                            |                                            |                                            |  |                       |                                                 |                                                 |                                                 |                                                 |  |
|  | San Migool - V. C.                                          | 1                                                           | 2                                                           | 3 (6)                                                       |   |                       |                                                         |                                                         |                                                         |                                                         |  |                       |                                                  |                                                  |                                                  |                                                  |  |                       |                                            |                                            |                                            |                                            |  | Deportivo Upala F. C. | 0                                               |                                                 |                                                 |                                                 |  |
|  |                                                             |                                                             |                                                             |                                                             |   |                       |                                                         |                                                         |                                                         |                                                         |  |                       |                                                  |                                                  |                                                  |                                                  |  |                       |                                            |                                            |                                            |                                            |  | Deportivo Upala F. C. | 0                                               |                                                 |                                                 |                                                 |  |
|  |                                                             |                                                             | A. D. Rosario                                               | 0                                                           |   |                       |                                                         |                                                         |                                                         |                                                         |  |                       |                                                  |                                                  |                                                  |                                                  |  |                       |                                            |                                            |                                            |                                            |  |                       |                                                 |                                                 |                                                 |                                                 |  |
|  |                                                             |                                                             | A. D. Rosario                                               | 0                                                           |   |                       |                                                         |                                                         |                                                         |                                                         |  |                       |                                                  |                                                  |                                                  |                                                  |  |                       |                                            |                                            |                                            |                                            |  |                       |                                                 |                                                 |                                                 |                                                 |  |
|  |                                                             |                                                             |                                                             |                                                             |   |                       |                                                         |                                                         |                                                         |                                                         |  |                       |                                                  |                                                  |                                                  |                                                  |  |                       |                                            |                                            |                                            |                                            |  |                       |                                                 |                                                 |                                                 |                                                 |  |
|  |                                                             |                                                             |                                                             |                                                             |   |                       |                                                         |                                                         |                                                         |                                                         |  |                       |                                                  |                                                  |                                                  |                                                  |  |                       |                                            |                                            |                                            |                                            |  |                       |                                                 |                                                 |                                                 |                                                 |  |
|  |                                                             |                                                             |                                                             |                                                             |   |                       |                                                         |                                                         |                                                         |                                                         |  |                       |                                                  |                                                  |                                                  |                                                  |  |                       |                                            |                                            |                                            |                                            |  |                       |                                                 |                                                 |                                                 |                                                 |  |
|  |                                                             |                                                             |                                                             |                                                             |   |                       |                                                         |                                                         |                                                         |                                                         |  |                       |                                                  |                                                  |                                                  |                                                  |  |                       |                                            |                                            |                                            |                                            |  |                       |                                                 |                                                 |                                                 |                                                 |  |
|  |                                                             |                                                             |                                                             |                                                             |   |                       |                                                         |                                                         |                                                         |                                                         |  |                       |                                                  |                                                  |                                                  |                                                  |  |                       |                                            |                                            |                                            |                                            |  |                       |                                                 |                                                 |                                                 |                                                 |  |
|  |                                                             |                                                             |                                                             |                                                             |   |                       |                                                         |                                                         |                                                         |                                                         |  |                       |                                                  |                                                  |                                                  |                                                  |  |                       |                                            |                                            |                                            |                                            |  |                       |                                                 |                                                 |                                                 |                                                 |  |
|  |                                                             |                                                             |                                                             |                                                             |   |                       |                                                         |                                                         |                                                         |                                                         |  |                       |                                                  |                                                  |                                                  |                                                  |  |                       |                                            |                                            |                                            |                                            |  |                       |                                                 |                                                 |                                                 |                                                 |  |
|  |                                                             |                                                             |                                                             |                                                             |   |                       |                                                         |                                                         |                                                         |                                                         |  |                       |                                                  |                                                  |                                                  |                                                  |  |                       |                                            |                                            |                                            |                                            |  |                       |                                                 |                                                 |                                                 |                                                 |  |
|  |                                                             |                                                             |                                                             |                                                             |   |                       |                                                         |                                                         |                                                         |                                                         |  |                       |                                                  |                                                  |                                                  |                                                  |  |                       |                                            |                                            |                                            |                                            |  |                       |                                                 |                                                 |                                                 |                                                 |  |
|  |                                                             |                                                             |                                                             |                                                             |   |                       |                                                         |                                                         |                                                         |                                                         |  |                       |                                                  |                                                  |                                                  |                                                  |  |                       |                                            |                                            |                                            |                                            |  |                       |                                                 |                                                 |                                                 |                                                 |  |
|  |                                                             |                                                             |                                                             |                                                             |   |                       |                                                         |                                                         |                                                         |                                                         |  |                       |                                                  |                                                  |                                                  |                                                  |  |                       |                                            |                                            |                                            |                                            |  |                       |                                                 |                                                 |                                                 |                                                 |  |
|  |                                                             |                                                             |                                                             |                                                             |   |                       |                                                         |                                                         |                                                         |                                                         |  |                       |                                                  |                                                  |                                                  |                                                  |  |                       |                                            |                                            |                                            |                                            |  |                       |                                                 |                                                 |                                                 |                                                 |  |
|  |                                                             |                                                             |                                                             |                                                             |   |                       |                                                         |                                                         |                                                         |                                                         |  |                       |                                                  |                                                  |                                                  |                                                  |  |                       |                                            |                                            |                                            |                                            |  |                       |                                                 |                                                 |                                                 |                                                 |  |
|  |                                                             |                                                             |                                                             |                                                             |   |                       |                                                         |                                                         |                                                         |                                                         |  |                       |                                                  |                                                  |                                                  |                                                  |  |                       |                                            |                                            |                                            |                                            |  |                       |                                                 |                                                 |                                                 |                                                 |  |
|  |                                                             |                                                             |                                                             |                                                             |   |                       |                                                         |                                                         |                                                         |                                                         |  |                       |                                                  |                                                  |                                                  |                                                  |  |                       |                                            |                                            |                                            |                                            |  |                       |                                                 |                                                 |                                                 |                                                 |  |
|  |                                                             |                                                             |                                                             |                                                             |   |                       |                                                         |                                                         |                                                         |                                                         |  |                       |                                                  |                                                  |                                                  |                                                  |  |                       |                                            |                                            |                                            |                                            |  |                       |                                                 |                                                 |                                                 |                                                 |  |
|  |                                                             |                                                             |                                                             |                                                             |   |                       |                                                         |                                                         |                                                         |                                                         |  |                       |                                                  |                                                  |                                                  |                                                  |  |                       |                                            |                                            |                                            |                                            |  |                       |                                                 |                                                 |                                                 |                                                 |  |
|  |                                                             |                                                             |                                                             |                                                             |   |                       |                                                         |                                                         |                                                         |                                                         |  |                       |                                                  |                                                  |                                                  |                                                  |  |                       |                                            |                                            |                                            |                                            |  |                       |                                                 |                                                 |                                                 |                                                 |  |
|  |                                                             |                                                             |                                                             |                                                             |   |                       |                                                         |                                                         |                                                         |                                                         |  |                       |                                                  |                                                  |                                                  |                                                  |  |                       |                                            |                                            |                                            |                                            |  |                       |                                                 |                                                 |                                                 |                                                 |  |
|  |                                                             |                                                             |                                                             |                                                             |   |                       |                                                         |                                                         |                                                         |                                                         |  |                       |                                                  |                                                  |                                                  |                                                  |  |                       |                                            |                                            |                                            |                                            |  |                       |                                                 |                                                 |                                                 |                                                 |  |
|  |                                                             |                                                             |                                                             |                                                             |   |                       |                                                         |                                                         |                                                         |                                                         |  |                       |                                                  |                                                  |                                                  |                                                  |  |                       |                                            |                                            |                                            |                                            |  |                       |                                                 |                                                 |                                                 |                                                 |  |
|  |                                                             |                                                             |                                                             |                                                             |   |                       |                                                         |                                                         |                                                         |                                                         |  |                       |                                                  |                                                  |                                                  |                                                  |  |                       |                                            |                                            |                                            |                                            |  |                       |                                                 |                                                 |                                                 |                                                 |  |
|  |                                                             |                                                             |                                                             |                                                             |   |                       |                                                         |                                                         |                                                         |                                                         |  |                       |                                                  |                                                  |                                                  |                                                  |  |                       |                                            |                                            |                                            |                                            |  |                       |                                                 |                                                 |                                                 |                                                 |  |
|  |                                                             |                                                             |                                                             |                                                             |   |                       |                                                         |                                                         |                                                         |                                                         |  |                       |                                                  |                                                  |                                                  |                                                  |  |                       |                                            |                                            |                                            |                                            |  |                       |                                                 |                                                 |                                                 |                                                 |  |
|  |                                                             |                                                             |                                                             |                                                             |   |                       |                                                         |                                                         |                                                         |                                                         |  |                       |                                                  |                                                  |                                                  |                                                  |  |                       |                                            |                                            |                                            |                                            |  |                       |                                                 |                                                 |                                                 |                                                 |  |
|  |                                                             |                                                             |                                                             |                                                             |   |                       |                                                         |                                                         |                                                         |                                                         |  |                       |                                                  |                                                  |                                                  |                                                  |  |                       |                                            |                                            |                                            |                                            |  |                       |                                                 |                                                 |                                                 |                                                 |  |
|  |                                                             |                                                             |                                                             |                                                             |   |                       |                                                         |                                                         |                                                         |                                                         |  |                       |                                                  |                                                  |                                                  |                                                  |  |                       |                                            |                                            |                                            |                                            |  |                       |                                                 |                                                 |                                                 |                                                 |  |
|  |                                                             |                                                             |                                                             |                                                             |   |                       |                                                         |                                                         |                                                         |                                                         |  |                       |                                                  |                                                  |                                                  |                                                  |  |                       |                                            |                                            |                                            |                                            |  |                       |                                                 |                                                 |                                                 |                                                 |  |
|  |                                                             |                                                             |                                                             |                                                             |   |                       |                                                         |                                                         |                                                         |                                                         |  |                       |                                                  |                                                  |                                                  |                                                  |  |                       |                                            |                                            |                                            |                                            |  |                       |                                                 |                                                 |                                                 |                                                 |  |
|  |                                                             |                                                             |                                                             |                                                             |   |                       |                                                         |                                                         |                                                         |                                                         |  |                       |                                                  |                                                  |                                                  |                                                  |  |                       |                                            |                                            |                                            |                                            |  |                       |                                                 |                                                 |                                                 |                                                 |  |
|  |                                                             |                                                             |                                                             |                                                             |   |                       |                                                         |                                                         |                                                         |                                                         |  |                       |                                                  |                                                  |                                                  |                                                  |  |                       |                                            |                                            |                                            |                                            |  |                       |                                                 |                                                 |                                                 |                                                 |  |
|  |                                                             |                                                             |                                                             |                                                             |   |                       |                                                         |                                                         |                                                         |                                                         |  |                       |                                                  |                                                  |                                                  |                                                  |  |                       |                                            |                                            |                                            |                                            |  |                       |                                                 |                                                 |                                                 |                                                 |  |
|  |                                                             |                                                             |                                                             |                                                             |   |                       |                                                         |                                                         |                                                         |                                                         |  |                       |                                                  |                                                  |                                                  |                                                  |  |                       |                                            |                                            |                                            |                                            |  |                       |                                                 |                                                 |                                                 |                                                 |  |
|  |                                                             |                                                             |                                                             |                                                             |   |                       |                                                         |                                                         |                                                         |                                                         |  |                       |                                                  |                                                  |                                                  |                                                  |  |                       |                                            |                                            |                                            |                                            |  |                       |                                                 |                                                 |                                                 |                                                 |  |
|  |                                                             |                                                             |                                                             |                                                             |   |                       |                                                         |                                                         |                                                         |                                                         |  |                       |                                                  |                                                  |                                                  |                                                  |  |                       |                                            |                                            |                                            |                                            |  |                       |                                                 |                                                 |                                                 |                                                 |  |
|  |                                                             |                                                             |                                                             |                                                             |   |                       |                                                         |                                                         |                                                         |                                                         |  |                       |                                                  |                                                  |                                                  |                                                  |  |                       |                                            |                                            |                                            |                                            |  |                       |                                                 |                                                 |                                                 |                                                 |  |
|  |                                                             |                                                             |                                                             |                                                             |   |                       |                                                         |                                                         |                                                         |                                                         |  |                       |                                                  |                                                  |                                                  |                                                  |  |                       |                                            |                                            |                                            |                                            |  |                       |                                                 |                                                 |                                                 |                                                 |  |
|  |                                                             |                                                             |                                                             |                                                             |   |                       |                                                         |                                                         |                                                         |                                                         |  |                       |                                                  |                                                  |                                                  |                                                  |  |                       |                                            |                                            |                                            |                                            |  |                       |                                                 |                                                 |                                                 |                                                 |  |
|  |                                                             |                                                             |                                                             |                                                             |   |                       |                                                         |                                                         |                                                         |                                                         |  |                       |                                                  |                                                  |                                                  |                                                  |  |                       |                                            |                                            |                                            |                                            |  |                       |                                                 |                                                 |                                                 |                                                 |  |
|  |                                                             |                                                             |                                                             |                                                             |   |                       |                                                         |                                                         |                                                         |                                                         |  |                       |                                                  |                                                  |                                                  |                                                  |  |                       |                                            |                                            |                                            |                                            |  |                       |                                                 |                                                 |                                                 |                                                 |  |
|  |                                                             |                                                             |                                                             |                                                             |   |                       |                                                         |                                                         |                                                         |                                                         |  |                       |                                                  |                                                  |                                                  |                                                  |  |                       |                                            |                                            |                                            |                                            |  |                       |                                                 |                                                 |                                                 |                                                 |  |
|  |                                                             |                                                             |                                                             |                                                             |   |                       |                                                         |                                                         |                                                         |                                                         |  |                       |                                                  |                                                  |                                                  |                                                  |  |                       |                                            |                                            |                                            |                                            |  |                       |                                                 |                                                 |                                                 |                                                 |  |
|  |                                                             |                                                             |                                                             |                                                             |   |                       |                                                         |                                                         |                                                         |                                                         |  |                       |                                                  |                                                  |                                                  |                                                  |  |                       |                                            |                                            |                                            |                                            |  |                       |                                                 |                                                 |                                                 |                                                 |  |
|  |                                                             |                                                             |                                                             |                                                             |   |                       |                                                         |                                                         |                                                         |                                                         |  |                       |                                                  |                                                  |                                                  |                                                  |  |                       |                                            |                                            |                                            |                                            |  |                       |                                                 |                                                 |                                                 |                                                 |  |
|  |                                                             |                                                             |                                                             |                                                             |   |                       |                                                         |                                                         |                                                         |                                                         |  |                       |                                                  |                                                  |                                                  |                                                  |  |                       |                                            |                                            |                                            |                                            |  |                       |                                                 |                                                 |                                                 |                                                 |  |
|  |                                                             |                                                             |                                                             |                                                             |   |                       |                                                         |                                                         |                                                         |                                                         |  |                       |                                                  |                                                  |                                                  |                                                  |  |                       |                                            |                                            |                                            |                                            |  |                       |                                                 |                                                 |                                                 |                                                 |  |

### Octavos de final
| Equipo 1            | Agr.           | Equipo 2               | Ida | Vuelta |
| ------------------- | -------------- | ---------------------- | --- | ------ |
| C. D. Pavas         | 1-3            | Deportivo Upala F. C.  | 0-0 | 1-3    |
| CCDR San Pablo      | 3-4            | Municipal Coto Brus    | 3-1 | 0-3    |
| MW-C. E. F.         | 6-1            | Valley F. C.           | 6-1 | ¿?     |
| ADF Siquirreña      | 4-5            | Municipal Desamparados | 2-3 | 2-2    |
| A. D. Santa Rosa    | 3-5            | A. D. Rosario          | 1-3 | 2-2    |
| Deportivo Puriscal  | 3-2            | Municipal Osa          | 1-2 | 2-0    |
| AF Lankester 1943   | 3-9            | Águila F. C.           | 2-2 | 1-7    |
| Talentos del Caribe | 3-3 (7-6 pen.) | San Migool - V. C.     | 1-1 | 2-2    |

### Cuartos de final
| Equipo 1              | Agr.           | Equipo 2               | Ida | Vuelta |
| --------------------- | -------------- | ---------------------- | --- | ------ |
| Deportivo Upala F. C. | 6-3            | Municipal Coto Brus    | 1-2 | 5-1    |
| MW-C. E. F.           | 1-6            | Municipal Desamparados | 1-0 | 0-6    |
| A. D. Rosario         | 10-0           | Deportivo Puriscal     | 4-0 | 6-0    |
| Águila F. C.          | 2-2 (4-2 pen.) | Talentos del Caribe    | 0-1 | 2-1    |

### Semifinales
| Equipo 1              | Agr. | Equipo 2               | Ida | Vuelta |
| --------------------- | ---- | ---------------------- | --- | ------ |
| Deportivo Upala F. C. | 10-2 | Municipal Desamparados | 3-0 | 7-2    |
| A. D. Rosario         | 3-2  | Águila F. C.           | 1-0 | 2-2    |

### Final
| Equipo 1      | Agr. | Equipo 2              | Ida | Vuelta |
| ------------- | ---- | --------------------- | --- | ------ |
| A. D. Rosario | 2-3  | Deportivo Upala F. C. | 0-1 | 2-2    |

|                                             |
| Campeón Clausura 2024 Deportivo Upala F. C. |
| .1er título                                 |

## Final por el ascenso
- A. D. Rosario accede a la final tras ser el campeón del Apertura 2023 y Deportivo Upala F. C. como campeón de Clausura 2024

Ida: 26 de mayo / Vuelta: 9 de junio. 
| Equipo 1      | Agr. | Equipo 2              | Ida | Vuelta |
| ------------- | ---- | --------------------- | --- | ------ |
| A. D. Rosario | 0-2  | Deportivo Upala F. C. | 0-0 | 0-2    |

| 26 de mayo de 2024; 13:00 | A. D. Rosario | 0:0 | Deportivo Upala F. C. | "Palmareño" Solís, Palmares, Alajuela |  |

| 9 de junio de 2024; 11:00 | Deportivo Upala F. C.                        | 2:0(0:0) (Global 2:0) | A. D. Rosario | Polideportivo de Cartagena, Santa Cruz, Guanacaste |  |
|                           | Juan Bustos Golobio 49' · Gerald Jiménez 80' |                       |               |                                                    |  |

### Plantilla del Campeón
- Andrés Abdiel Jiménez, Ariel Eduardo Contreras, Bryan Josué Castrillo, Danilo Cascante, Donald Recio, Héctor Daniel Rodriguez, Jordan Jesús Medina, Juan Gabriel Bustos Golobio, Juan Gabriel Chacón Campos, Justin Ariel Sáenz, Steven Rodríguez Cruz, Anderson Gilberto Hernández, Félix Damián Bello, Gerald David Jiménez, José Pablo Sancho, Justin Manuel Ruiz, Kendall Siezar, Kevin Potoy, Kevin Monterrey, Róger Antonio García, Ronny Alberto Duarte, Sadit Villarreal, William Isaac Sequeira
- DT: Geovanni Torres Mora

|                                                  |
| Tercera División 2023-2024 Deportivo Upala F. C. |
| .1er título                                      |